# Гаренин
Гаренин (англ. Garenin; гэльск. Na Gearrannan) — аграрное поселение на западном побережье острова  Льюис из группы Внешних Гебридских островах в Шотландии. Гаренин находится в муниципалитете Карлоуэй, входит в состав прихода Уиг, население составляет около 80 человек.  Сегодня это поселение наиболее известно благодаря «деревне чёрных домов» (blackhouse village), состоящей из девяти отреставрированных традиционных коттеджей с соломенными крышами. Деревня расположена в конце дороги Гаренин, рядом с деревенской бухтой. До 1974 года эти дома были заселены и были последней группой чёрных домов на Западных островах. Водопровод в деревне появился только в 1960-х годах.
Для восстановления этих домов в 1989 году Советом Западных островов был учреждён фонд «Urras nan Geàrrannan» (Фонд Гаренина) . Более десяти лет спустя, 5 июня 2001 года, проект был завершён, и восстановленная деревня была открыта принцессой Анной.

## Инфраструктура
Деревня находится под управлением компании Gearrannan Village Ltd. Здесь работал молодёжный хостел (открыт Магнусом Магнуссоном 3 июля 1991 года), но он закрылся в мае 2011 года. На территории есть четыре коттеджа с собственной кухней, музей (чёрный дом, построенный в 1955 году, через три года после того, как на острове появилось электричество) и ресурсный центр; летом открыты кафе и небольшой сувенирный магазин. 

## Интересные факты
В 2020 году в деревне проходили съёмки фильма «Танец на дороге» (The Road Dance).